# Comissão (remuneração)
As comissões são uma forma de remuneração variável para serviços prestados ou produtos vendidos. As comissões são uma maneira comum de motivar e recompensar os vendedores. As comissões também podem ser projetadas para incentivar comportamentos de vendas específicos. Por exemplo, as comissões podem ser reduzidas ao conceder grandes descontos. Ou as comissões podem ser aumentadas ao vender certos produtos que a organização deseja promover. Geralmente, as comissões são implementadas dentro da estrutura de um programa de incentivo de vendas, que pode incluir um ou vários planos de comissão (cada um geralmente baseado em uma combinação de território, posição ou produtos).